# Montafoner Resonanzen

Blasmusiker beim Eröffnungskonzert der Montafoner Resonanzen 2020

Die Veranstaltung Montafoner Resonanzen, ehemals Montafoner Sommer, ist ein jährlich stattfindendes Musikfestival mit hochklassigen Konzerten verschiedener Musikrichtungen in Vorarlberg (Österreich). Das besondere am Musikfestival sind neben den musikalischen Darbietungen die ungewöhnlichen Veranstaltungsorte in den Montafoner Bergen. So fanden beispielsweise bereits Jazzkonzerte auf der Wormser Hütte oder der Tübinger Hütte statt. Barockkirche Bartholomäberg Die Konzertreihe Montafoner Resonanzen findet im August und September statt.

## Geschichte
Die Montafoner Sommerkonzerte wurden 1977 ins Leben gerufen. Der Begründer der Veranstaltungsreihe, Bernd-H. Becher, hat das Musikfestival als künstlerischer Leiter mehr als 20 Jahre begleitet. Das Festival wurde konstant ausgebaut und mit internationalen Künstlern besetzt. Nach der Neugründung im Jahr 2002 durch den Stand Montafon fand im Jahr 2004 der erste Montafoner Sommer statt. Künstlerischer Leiter war von 2004 bis 2014 Nikolaus Netzer. Seit 2015 fungiert Markus Felbermayer als organisatorischer Leiter und Montafon Tourismus als Veranstalter. Seit 2017 ist der Name der Veranstaltung „Montafoner Resonanzen“.

## Über das Musikfestival
2021 traten knapp 100 Künstler bei rund 30 Veranstaltungen auf. Folgende musikalische Genres finden bei den Montafoner Resonanzen eine Bühne: Bläser, Kammermusik, Jazz, Volksmusik, Cross-Over und Orgel.